# WS Bulskamp
WS Bulskamp is een Belgische voetbalclub uit Bulskamp. De club is aangesloten bij de KBVB met stamnummer 8605 en heeft groen-zwart als clubkleuren. Bulskamp speelt haar thuiswedstrijden in het Cobergher Sportpark. De club speelt al heel zijn bestaan in de provinciale reeksen